# Успение Богородично (Дебър)
Вижте пояснителната страница за други значения на Успение Богородично.
„Успение на Пресвета Богородица“ или „Света Богородица“ (на македонска литературна норма: „Успение на Пресвета Богородица“, „Света Богородица“) е възрожденска църква в град Дебър, Северна Македония.
Църквата в миналото е катедрален храм на историческата Дебърска епархия, а днес е главна църква на Дебърско-Реканското архиерейско наместничество на Дебърско-Кичевската епархия на Македонската православна църква – Охридска архиепископия.
Църквата е построена в XII век и няколко пъти впоследствие обновявана. Игумен на манастира преди да стане архиепископ в XI век е Йоан Дебърски - първият предстоятел на Охридската архиепископия.
В 1840 година или 1872 година върху старите темели е изградена нова църква. Представлява трикорабна базилика с фрески и особено хубав иконостас от XIX век. В 1873 година храмът е изписан с помощта на ктиторите дебърски свещеници поп Тасе, поп Арсений, поп Търпе, Цветко Стоянов и Симеон Секулов. Зографи са Кръстьо Николов и брат му Коста Николов.
В църквата работят Дичо Зограф и синът му Аврам Дичов. В църквата работят и дебърските майстор Кузман Макриев, Епифаний Христов и Алексо Василев. В храма има икона на Свети Георги от XV век.
Между 8 и 11 септември 2012 година в църквата е извршена тежка кражба на 14 икони с голяма ценност, плащаница на три века и пари. В периода от 14 до 19 октомври 2012 година отново неизвестни крадци откъсват решетките на прозореца и задигат 13 изключително ценни икони. През октомври 2014 година крадци задигат изключително ценните царски двери с дълбока резба, четири икони от иконостаса и сбирка от икони на платно.